# NorgesGruppen
NorgesGruppen est une entreprise norvégienne de grande distribution.